# M. E. Orellana Benado
Miguel Ernesto Orellana Benado (Santiago de Chile, 5 de octubre de 1955) es un consultor, escritor, filósofo y profesor universitario chileno.
Cultiva una línea de investigación en filosofía de la diversidad humana. Defiende una versión metafilosófica y multidimensional del pluralismo inspirada en sir Isaiah Berlin y sir P.F. Strawson, influenciada también por David Wiggins, Hidé Ishiguro y Jennifer Hornsby

## Biografía
Es el primogénito de una madre judía, con familia de origen asimilada y "mixta” (padre sefaradí balcánico y madre ashkenazi lituana), abogado y, durante su exilio, fundadora y presidente de la Sociedad Pro-Memoria “Salvador Allende” de España. Es el tercer hijo de un padre chileno (hijo de porteña y maulino), natural de Coquimbo y criado en Concepción, escritor, pionero de la publicidad en Chile, figura de la radiotelefonía y la bohemia santiaguina.
Estudió desde el grado preescolar (1960) y hasta la licenciatura en enseñanza media en el Liceo Experimental “Manuel de Salas” de la Universidad de Chile (1972) así como el primer año del programa conducente a la licenciatura en física en la Facultad de Ciencias de la misma institución.
Marchó al exilio con 18 años, luego del golpe de Estado de 1973, y residió en Israel, España, Suecia e Inglaterra, siendo estudiante de hebreo y trabajador agrícola en un kibutz; estudiante universitario; empleado de restaurante; clasificador de ropa de segunda mano; y aseador doméstico. Regresó a Chile a fines de 1985. Habla, lee y escribe, con diversos grados de competencia en español, inglés, hebreo y sueco. Vive con su familia en la comuna de Santiago, Santiago de Chile.

## Trayectoria

### Trayectoria como consultor
Ha sido consultor del Gobierno de Chile en distintas ocasiones entre 1993 y 2010 y, entre 1984 y 1999, de la Organización del Bachillerato Internacional (Ginebra), donde fue examinador asistente y luego examinador jefe en filosofía, coordinador del grupo 3 de asignaturas (“Individuos y Sociedades”), vicepresidente de la Junta Examinadora e integrante ex officio del Consejo de la Fundación. 

### Trayectoria universitaria
Trabaja desde 1998 en la Facultad de Derecho de la Universidad de Chile, donde es profesor asociado de filosofía del derecho, y fue tanto fundador del curso obligatorio de filosofía de la moral como coordinador del equipo que puso en marcha el doctorado en derecho (2001) del que fue el primer coordinador. Fue elegido director del Departamento de Ciencias del Derecho e integrante académico transversal del Senado Universitario (2006-2010), donde sirvió como el primer secretario. Fue profesor en la Universidad de Talca (1986-1988), la Universidad de Santiago de Chile (1986-1996), la Universidad de Valparaíso (1996-2001) y en la Universidad Diego Portales en Chile (1996-2006). Ha sido profesor visitante en la Universidad de Salamanca, España y en la Universidad de Buenos Aires, Argentina. 
Es miembro fundador de la Asociación de Filosofía e Historia de la Ciencia del Cono Sur y de la Sociedad Chilena de Filosofía Analítica. Integra también tanto la Sociedad Chilena de Filosofía Jurídica y Social como la Asociación Chilena de Filosofía.
Su discípula más destacada es la filósofa Lucy Oporto Valencia, cuya tesis de licenciatura en filosofía supervisó en la Universidad de Valparaíso y que fue publicada años después como Una arquitectura del alma. Ciencia, metafísica y religión en C. G. Jung (Ediciones USACH, 2012). Casi una veintena de sus discípulos, entre quienes comenzaron su carrera académica como su ayudantes o cuyas tesis de pregrado y posgrado supervisó, alcanzaron el grado de doctor en las universidades de California (Berkeley), Chile, Gerona, Gotinga, Londres (King's College), Oxford (LMH), Salamanca, y las universidades Columbia, Pompeu Fabra, Pontificia Universidad Católica de Chile y Yale, desempeñándose hoy como profesores universitarios.

## Distinciones y grados académicos
- Medalla “Andrés Bello” (Universidad de Chile, 2010).
- Premio Mejores Obras Literarias en la categoría ensayo inédito (Consejo Nacional del Libro y la Lectura, 1994) por Pluralismo. Una ética para el siglo XXI.[4]
- Junior Common Room Scholar (Balliol College, Oxford, 1981-1985).
- Premio Bradley-de Glenn en filosofía (Bedford College, Londres, 1980).
- Anglo-Jewish Association Award (Londres, 1979).
- Doctor en filosofía (D.Phil) de la Universidad de Oxford por la tesis “A philosophy of humour”, presentada en 1985, después de tres años y un trimestre como alumno de posgrado. Fue supervisado por Patrick Gardiner, Jennifer Hornsby, John McDowell, W.H. Newton-Smith, sir P. F. Strawson y David Wiggins. Fue evaluado viva voce por Julia Annas (evaluadora interna) y Richard Wollheim (catedrático de lógica y filosofía de las ciencias de la Universidad de Londres y evaluador externo).
- Licenciado en ciencias (B.Sc.) de la Universidad de Londres, donde fue alumno de P.M. Cohn, G. A. Cohen, Wilfrid Hodges, Jennifer Hornsby, Norman Malcolm, Brian O’Shaugnessy, Antony Savile, Mark Sainsbury, sir Roger Scruton y David Wiggins.
- Integrante estudiantil de la Aristotelian Society.

Realizó antes estudios de pregrado incompletos en la Universidad Politécnica de Madrid, la Universidad Hebrea de Jerusalén (donde fue alumno de David Bankier) y la Universidad de Chile (donde fue alumno de Humberto Maturana). 

## Obra
Ha diseñado diversas herramientas metafilosóficas. Entre ellas, “tomar distancia de los ruidos”; el “rango abierto pero acotado de posiciones que merecen ser tratadas con respeto”, concepto que ha aplicado en filosofía de la moral, historia y metafilosofía; la distinción entre “vivir como valores” y “tratar como valores”; la distinción entre “concepciones filosóficas” y “tradiciones filosóficas” (donde estas últimas son distintas acumulaciones de prácticas filosóficas en las dimensiones “conceptuales”, “institucionales” y “políticas”); la distinción entre el nivel abstracto máximo, el ámbito de abstracción variable y el nivel empírico máximo para hablar de lo humano; el concepto de “bien poder”, la clave teórica para entender los fenómenos normativos; el mito Bacon-Smith; las “sirenas del cientificismo”.
Ha diseñado también conceptos políticos e históricos. Entre ellos “la pinochetización de las costumbres chilenas”; el mito Bellocéntrico; la “guerra de los cientificismos” o guerra del medio siglo (1939-1989); el “engrosamiento de la superficie” como un rasgo de la era digital, la que surgiría de la coincidencia entre el fin de la modernidad con la victoria del economicismo capitalista con la invención de la Web.

## Publicaciones
Ha publicado seis libros: La academia sonámbula. Ensayo sobre la institución universitaria chilena al culminar su cuarto siglo (Orjikh 2019); Educar es gobernar. Orígenes, fulgor y fines del triestamentalismo (Orjikh 2016); Enriquecerse tampoco es gratis. Educación, modernidad y mercado (Editorial USACH 2013); Prójimos lejanos. Ensayos de filosofía en la tradición analítica (Ediciones UDP 2010) con una introducción de sir P.F. Strawson FBA; Allende. Alma en pena (Demens &Sapiens 1998), una segunda edición fue publicada en Allende Allende (Cuatro Vientos 2002, a volumen en co-autoría con Joaquín García-Huidobro Correa con epílogo de Lucía Santa Cruz and Jorge Edwards); y Pluralismo. Una ética del siglo XXI (Editorial USACH 1996, 1994)). Trabaja ahora en los ensayos Philosophia Moralis Principia Ridicula sive Maniqueísmo y la otra pandemia; El judaísmo ortodoxo como hobby. Una introducción a la cultura occidental para lectores chinos e indios; y la compilación La lucidez y la soga. Ensayos filosóficos, históricos y políticos.
Sus principales ensayos son “Negociación moral” en M.E.O.B. (editor), Causas perdidas. Ensayos de filosofía jurídica, política y moral (Catalonia, Santiago de Chile, 2010); “Tradiciones y concepciones en filosofía” en Oscar Nudler (editor), Filosofía de la filosofía (Enciclopedia Iberoamericana de Filosofía, vol. 31, Trotta, Madrid 2010); “Análisis del bromear: a cien años de “Der Witz und seine Beziehung zum Umbewussten” de Sigmund Freud”; “El analítico renegado. Berlin o la filosofía con historia”, ensayo sobre el que P.F. Strawson escribió que: “me dio más placer e instrucción que ningún ensayo de filosofía en muchos años”; “Metaphilosophical Pluralism and Para-consistency: From Orientative to Multi-level Pluralism”; "Francisco Bilbao y la revolución de 1810: Preámbulo metodológico" en José Albero Bravo de Goyeneche. Francisco Bilbao. El hombre y su obra (Santiago de Chile, Cuarto Propio, 2007) y "La humanidad del Humor".
Ha publicado más de un centenar de columnas de opinión y cartas en diarios y medios digitales en Chile, Reino Unido, Estados Unidos y España a partir de 1982.